# Trident Autocrat
Trident Autocrat ist das erste Album von Furze. Es erschien 2000 bei Apocalyptic Empire Records und wurde 2006 von Candlelight Records wiederveröffentlicht.

## Musikstil
Trident Autocrat klingt laut Northcraft von Bloodchamber.de „nach einer völlig ungestörten, instinktiv geleiteten und vor allem sowohl schnell als auch produktionslos eingespielten Oldschool BM-Platte, die sich dank kindlicher Sorglosigkeit um nichts und niemanden schert“, mit „abgefahrenen Riffs, bei denen man eine Vorliebe für seltsame Strukturen und abschließende Hammer on/Pull off-Verschnörkelungen erkennen kann“, und einem „äußerst durchgeknallten“ Gesang, „der von Fauchen über Hauchen bis hin zum nach einer alten Dame klingenden vor sich hin stammelnden Quäken reicht“. Besonders auffällig sei „hierbei der starke Akzent, der in Kombination mit den dürftigen Englischkenntnissen und der wirklich außergewöhnlichen Stimme, schon beinahe wie eine neue, ungehörte Sprache klingt“. Es „liegen extreme Produktionsunterschiede unter den einzelnen Liedern und sogar innerhalb der Songs vor“.

## Entstehung
Trident Autocrat sollte ursprünglich 1999 erscheinen.
Aufgrund von Schwierigkeiten mit einem Gitarristen, der nach den Aufnahmen verschwand, musste Woe J. Reaper im Jahr 2000 einige Aufnahmen neu anfertigen.
2006 erschien eine CD-Wiederveröffentlichung.
Die Slipcase-Version enthält einen zusätzlichen Ausklang, der ca. vier Minuten lang ist. Dieser ist „nicht wirklich ein apartes Stück, sondern eher eine Konklusion der vorherigen Stücke. Das ist tatsächlich sein einziges Ziel.“

## Titelliste
1. Zaredoo Knives Endows Thy Sight – 4:52
2. Devacamo Possessed Black – 3:17
3. Scolopendraarise – 3:26
4. Avail the Autocrat of Evil – 4:00
5. Witchboundator – 3:57
6. Whilst the Trident Spawn and Spectre – 7:44 (12:00)

## Rezeption
Northcraft schrieb über Trident Autocrat: „Was aufgrund der leicht egozentrisch und selbstüberzeugt wirkenden Reaper-Trademark, die überall auf dem Album präsent zu sein scheint, anfangs noch etwas belustigend wirkt, entpuppt sich als kompromissloses, jeglicher Kritik sich selbst entziehendes ‚autokratisches‘ Werk, dessen Existenzberechtigung in seiner Natur begründet liegt. Wer findet heute schon noch Zeit, sich als Einzelschreiberling, nach einigen unbeholfenen Versuchen, aus inspirativen Gründen drei Jahre in die Einsamkeit der norwegischen Wälder zurückzuziehen, um danach die gesammelten Gedanken in einem musikalischen Erguss loszuwerden? Dieser Mann hat das geschafft und ist mit seiner eigenwilligen Tour kürzlich sogar an einen Plattenvertarg bei – für Black-Metal-Verhältnisse – Großlabel Candlelight gekommen.“ Obwohl das „Experiment mit der als Muse dienenden Waldeinsamkeit vielleicht sogar den Traum vieler hingebungsvoller Musiker“ darstelle, sei es fraglich, „ob der Hörer ebensoviel davon profitiert wie der Reaper himself“. Es komme „nie ein besonderes Feeling auf“. Der starke Akzent, der „schon beinahe wie eine neue, ungehörte Sprache“ klinge, müsse „in der Tat sogar als positiver Punkt gewertet werden“. In der kurzen Spielzeitdurchlaufe „man ein ständiges Pro und Kontra. Mal sind, gerade im fortgeschrittenen Verlauf der CD wirklich brauchbar angenehme und groovende Stellen dabei, doch gleich darauf fühlt man sich wiederum wie bei einer miesen Bandprobe rebellischer Teenager.“ Die extremen Produktionsunterschiede wirkten sich „leider sehr oft gerade auf die etwas besseren Ideen negativ“ aus, und das gelegentliche „Wummern“ bei der „konsequenten Bassabstinenz“ führe „zu erheblicher Konfusion seitens des Hörers“. Es sei ihm „noch nie so schwer gefallen […] eine angebrachte Wertung festzulegen“. Auf der einen Seite begeistere ihn „das verrückte, etwas konzeptlose Konzept und die Entstehung des Albums“, doch auf der anderen Seite müsse er sich eingestehen, dass er „diese Platte realistisch betrachtet wahrscheinlich nie wieder in meinem Leben hören“ werde, woraus auch die Wertung folge. Northcraft vergab drei von zehn Punkten.
Das deutsche Magazin Rock Hard nahm Trident Autocrat in die Liste der „250 Black-Metal-Alben, die man kennen sollte“ auf.